# Самарянин
„Самарянин“ (на английски: Samaritan) е американски фентъзи екшън от 2022 г. на режисьора Джулиъс Ейвъри, адаптация на едноименната поредица комикси на Браги Шут (който е сценарист на филма), и участват Силвестър Сталоун, Джейвън Уолтън, Пилоу Асбек, Даша Поланко и Мойзес Ариас. Той е копродукция между „Метро-Голдуин-Майер“ и „Балбоа Продъкшънс“.
Филмът се очаква да бъде пуснат на 26 август 2022 г., от „Юнайтед Артистс Рилийзинг“ и „Амазон Студиос“ чрез стрийминг платформата „Прайм Видео“.

## Актьорски състав
- Силвестър Сталоун – Джо Смит / Самарянин / Немезис
- Джейвън Уолтън – Сам Клиъри
- Пилоу Асбек – Сайръс / Немезис II
- Мартин Стар – Артър
- Мойзес Ариас – Реза Смит
- Даша Поланко – Изабел
- Джаред Одрик – Фаршад
- Майкъл Арън Милиган – Туна

## Продукция
През февруари 2019 г. става ясно, че „Метро-Голдуин-Майер“ е откупил правата на филма. Копродуцент ще бъде „Балбоа Продъкшънс“. През септември 2019 г. Джулиъс Ейвъри се присъедини към продукцията като режисьор.
През февруари 2019 г. става ясно, че Силвестър Сталоун ще играе едноименната главна роля и ще е продуцент на филма.

## Премиера
Премиерата на филма е отменена на няколко пъти, като първоначалните дати са 20 ноември 2020 г., 11 декември 2020 г. и 4 юни 2021 г. Филмът се очаква да излезе на 26 август 2022 г. в Съединените щати чрез стрийминг платформата „Прайм Видео“ от „Амазон Студиос“.